# Quinine (album)
Albums de Nine
Return of the Hardcore: Songs Recorded 1999-2003
(2007)
Quinine est le troisième album studio de Nine, sorti le 9 avril 2009.

## Liste des titres
| No  | Titre                         | Contient un (des) sample(s) de                                | Durée |
| --- | ----------------------------- | ------------------------------------------------------------- | ----- |
| 1.  | What's Done Is Done           | I Believe in Miracles de Deniece Williams                     | 3:06  |
| 2.  | Bionic                        | King of Rock de Run–D.M.C.                                    | 3:52  |
| 3.  | Furious                       |                                                               | 3:01  |
| 4.  | Hip Hop                       |                                                               | 4:04  |
| 5.  | Gimme My Money                |                                                               | 3:24  |
| 6.  | Red Light Green Light         |                                                               | 4:08  |
| 7.  | Shotgun                       |                                                               | 2:39  |
| 8.  | Homicide (featuring Vendetta) |                                                               | 4:00  |
| 9.  | Yes                           |                                                               | 3:30  |
| 10. | Glock 9                       |                                                               | 3:14  |
| 11. | Quinine                       | Ready or Not Here I Come (Can't Hide From Love) des Delfonics | 3:29  |
| 12. | Push                          |                                                               | 3:08  |
| 13. | He Got a Problem              |                                                               | 3:52  |
| 14. | U Don’t Want That             |                                                               | 3:35  |